# Аноргазмија
Аноргазмија је поремећај сексуалног живота углавном код жена чија је главна манифестација немогућност постизања оргазма за време полног акта. Овим појмом обухвата се и фригидност иако се она превасходно односи на психолошко стање. Аноргазмија има и шире значење јер обухвата и оне случајеве код којих оргазам изостаје због органских разлога.